# Basilika St. Georg (Ziębice)

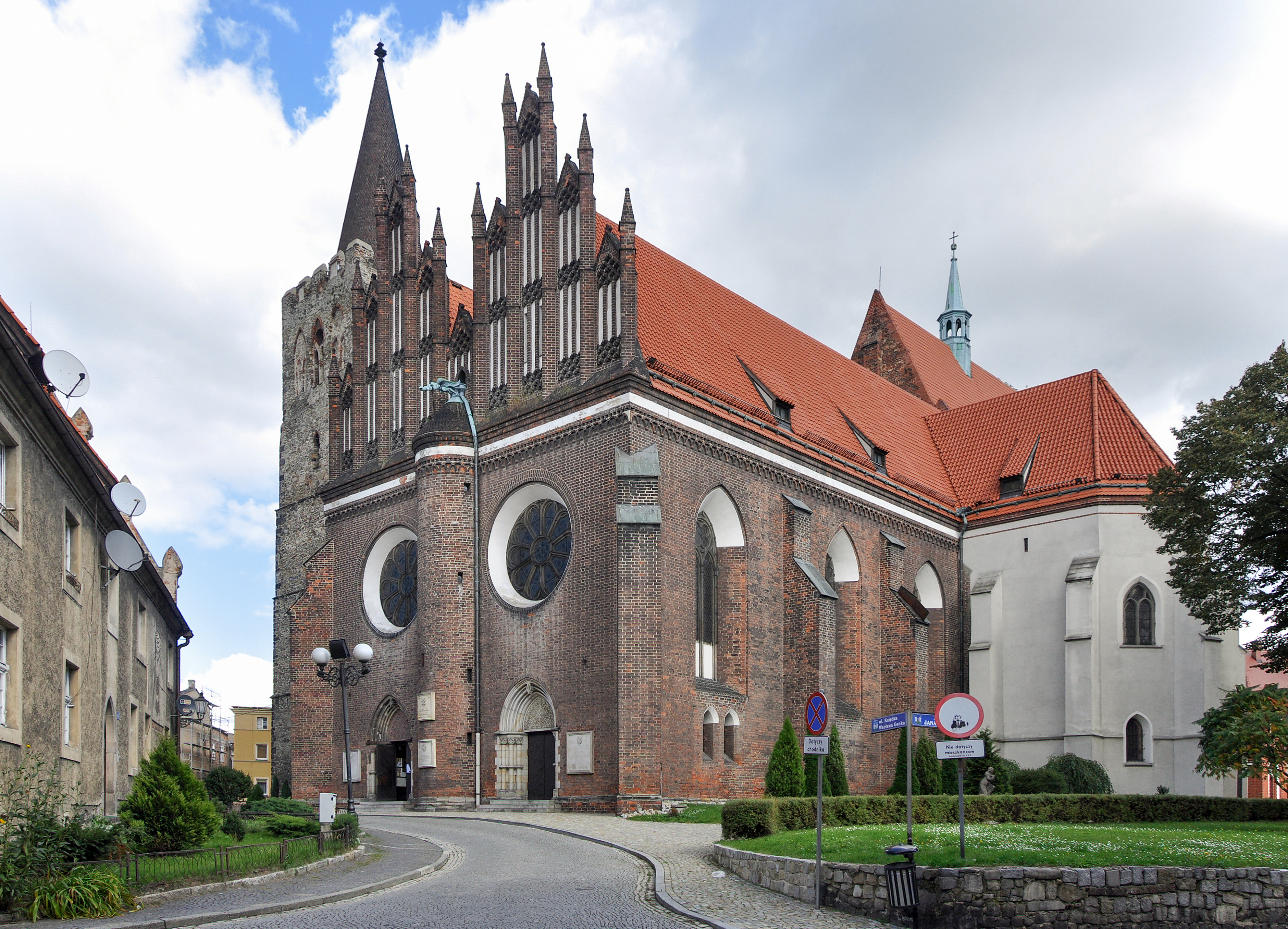
Basilika St. Georg

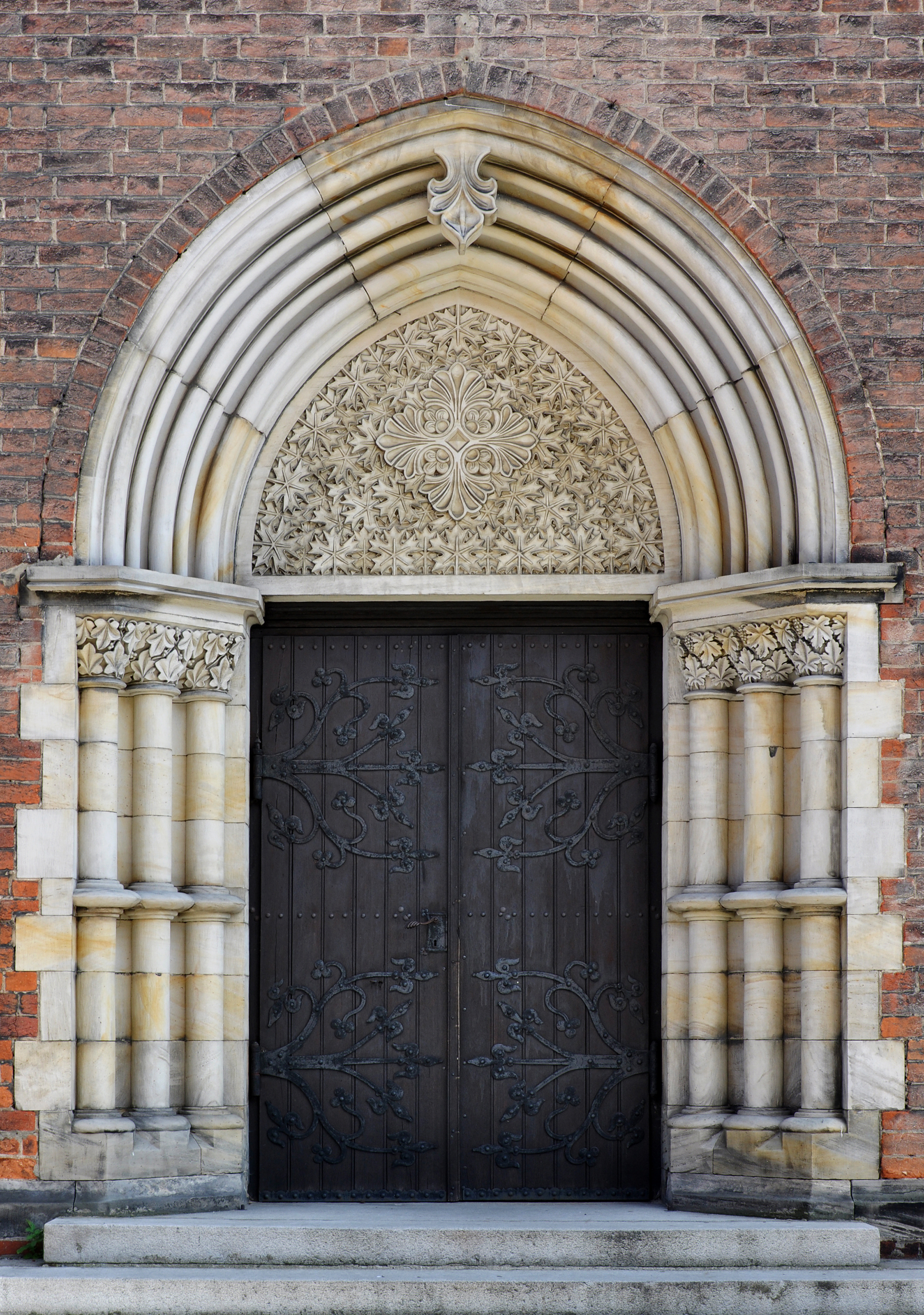
Eingangsportal

Die Basilika St. Georg, auch Münster auf dem Berge; (polnisch Bazylika św. Jerzy) ist eine römisch-katholische Kirche in Ziębice (deutsch Münsterberg in Schlesien) im Powiat Ząbkowicki (Frankenstein), Woiwodschaft Niederschlesien, Polen. Die Pfarrkirche des Erzbistums Breslau ist dem hl. Georg gewidmet. Sie wurde 2008 durch Papst Benedikt XVI. zur Basilica minor erhoben. Die aus dem 13. Jahrhundert stammende Kirche wurde später mehrfach erweitert und umgestaltet und ist denkmalgeschützt.

## Geschichte
An der Stelle eines wenig älteren Vorgängerbaus wurde die Kirche zwischen 1265 und 1275 mit zwei Kirchenschiffen in einem gotisch-romanischen Stil erbaut. Im 14. Jahrhundert wurde auf der Südseite die Sakristei angefügt, die später zur Georgskapelle umgestaltet wurde. Ende des 14. Jahrhunderts wurde der Chor im gotischen Stil sowie ein freistehender Glockenturm angefügt. In den Jahren 1420–1423 wurde im Norden die Marienkapelle durch den Münsterberger Herzog Johann I. errichtet.
Anfang des 18. Jahrhunderts erfolgten Umbauten, in den Jahren 1898–1900 wurde die Kirche regotisiert. Die Kirche hat die Funktion eines Passionsheiligtums.

## Beschreibung
An das zweischiffige Langhaus schließen sich ein dreischiffiger Chor mit einem Dachreiter und zwei hohe Seitenkapellen in der Art eines Querhauses an. Der quadratische Kirchturm mit seinem runden Helm steht auf der Nordseite des Langhauses. Das erhaltene romanische Hauptportal besitzt ein Tympanon mit einem Flachkreuz. Das südliche Eingangsportal entstand im Rahmen der Regotisierung.
Die Ausstattung stammt aus allen Perioden des Kirchengebäudes. Aus der Spätgotik sind Fresken erhalten, die 1900 restauriert wurden. Das hölzerne Kruzifix im Chor stammt aus dem 15. Jahrhundert, wie auch das gotische Sakramentshaus. Die steinerne Renaissance-Kanzel stiftete Herzog Joachim von Münsterberg-Oels; sie ist gestützt von den Figuren des Moses und der Engel, verziert mit Reliefs der Evangelisten und Apostel. Das Epitaph für dessen Vater Karl I. von Münsterberg mit Darstellung Christus am Ölberg ist von 1542. Reliefgrabsteine von sechs Adeligen aus der Mitte des 16. Jahrhunderts liegen im Chor, weitere in der Südwand, der nördlichen Vorhalle und im Treppenhaus. Zusammen mit dem zweiflügeligen Barockaltar von A. Joerg aus Kamenz, reich verziert mit Skulpturen von Heiligen und Engel, kamen Bilder des Malers Michael Willmann aus Wartha in die Georgskirche. In der Marienkapelle befindet sich eine polychrome Skulptur der Jungfrau Maria mit Kind aus dem 15. Jahrhundert, die aus der ehemaligen Franziskanerkirche übertragen wurde. In den Seitenschiffen befinden sich frühe Rokoko-Altäre der Heiligen Dreifaltigkeit und der Kreuzigung von 1740. Im Altar der Kreuzigung befindet sich eine gotische Skulptur der Madonna mit Engeln aus der zweiten Hälfte des 15. Jahrhunderts. In den Haupt- und Seitenschiffen befinden sich zahlreiche Barock- und Rokokoskulpturen, darunter eine barocke Skulptur der Jungfrau Maria mit Kind aus der ersten Hälfte des 18. Jahrhunderts.
Die Glasfenster schuf im Rahmen der neugotischen Umgestaltung um 1900 Alexander Linnemann aus Frankfurt am Main, ausgemalt wurde die Kirche von August Oetken.